# Forntid i nutid

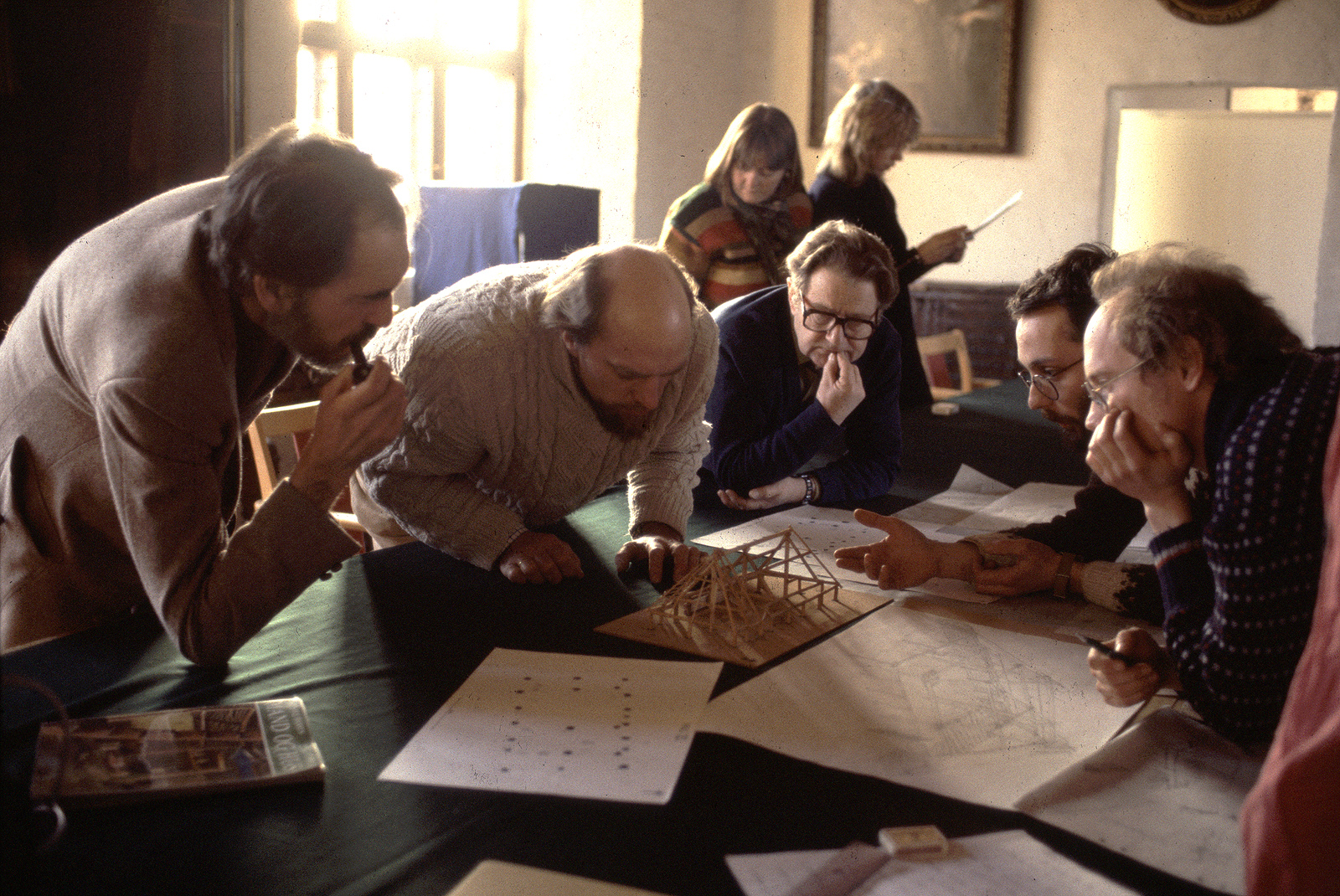
Uppbyggandet av långhuset planeras på Malmö museum.

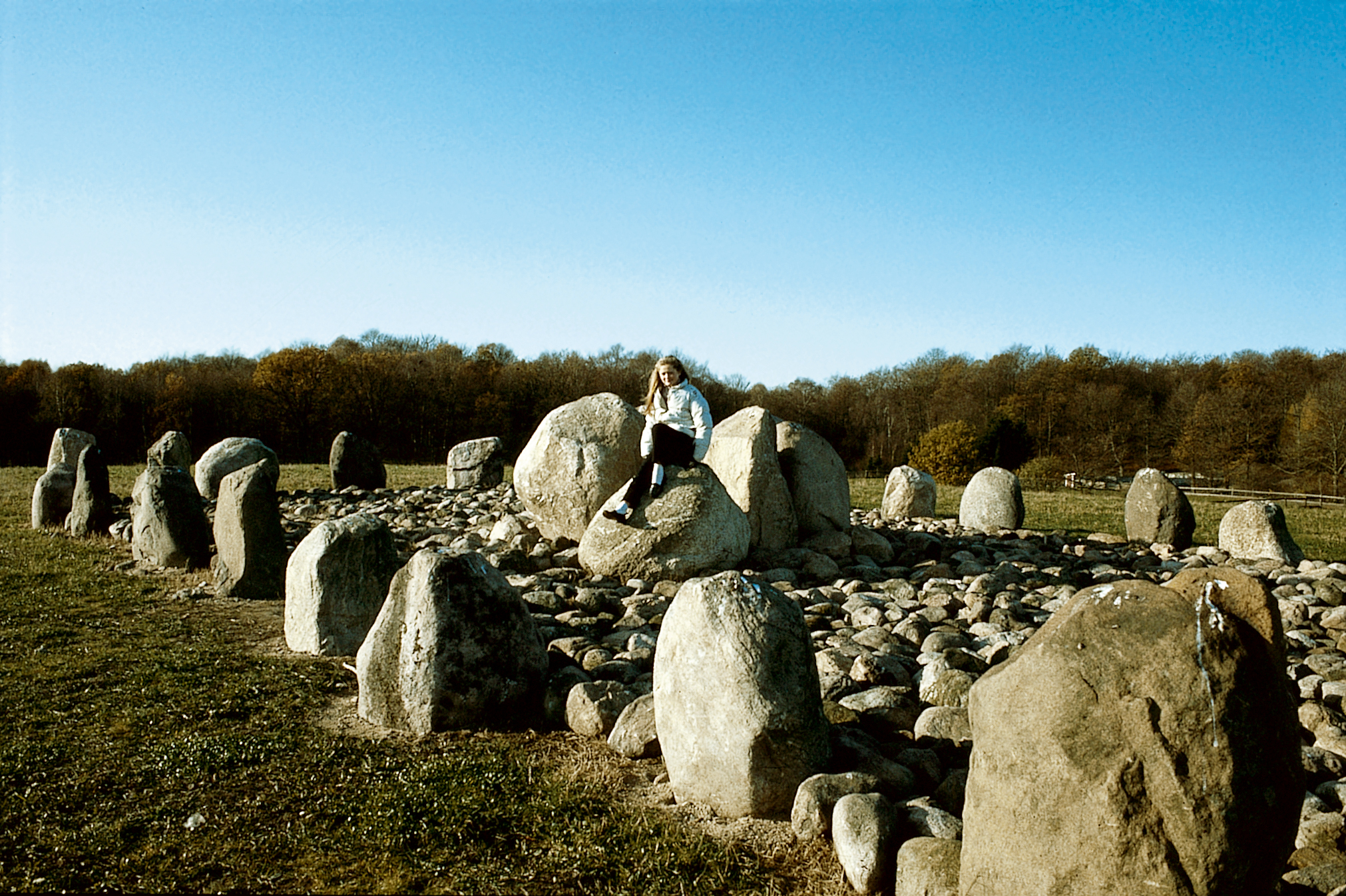
Uppförandet av långdösen.

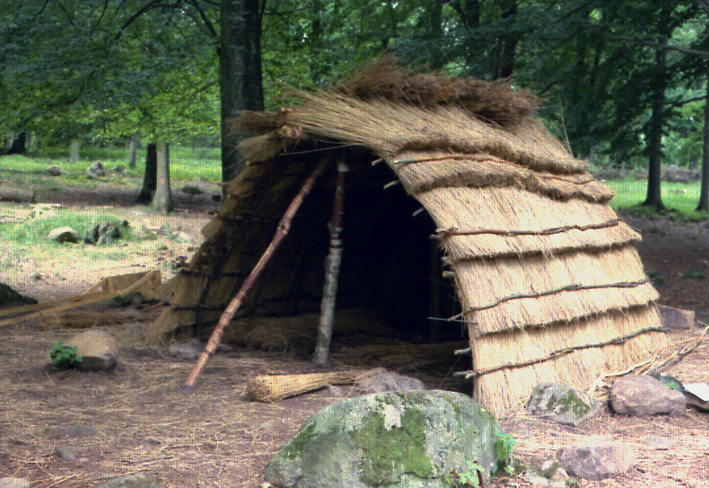
Sommarhyddan från jägarstenåldern.

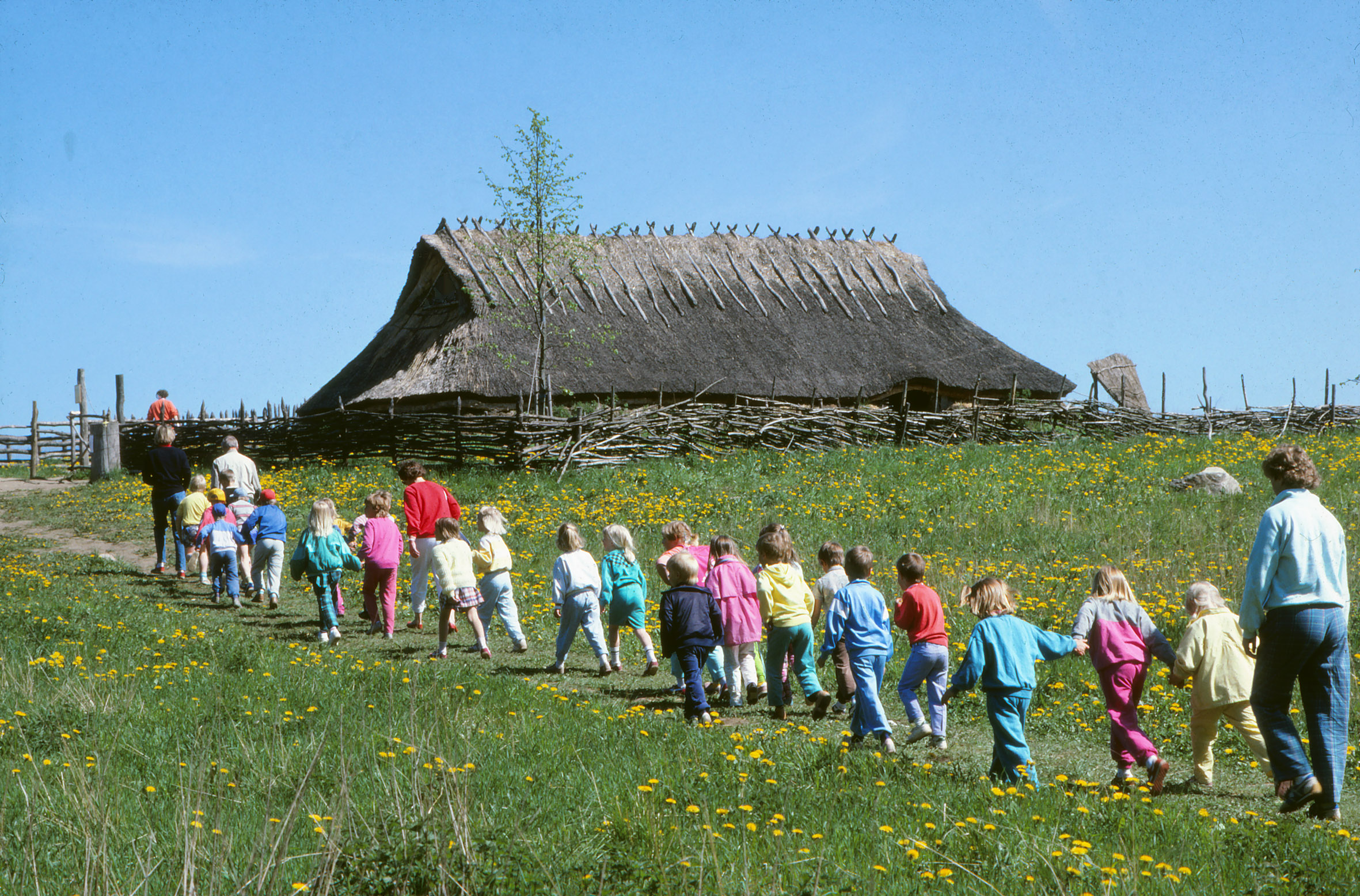
Långhuset från bondestenåldern.

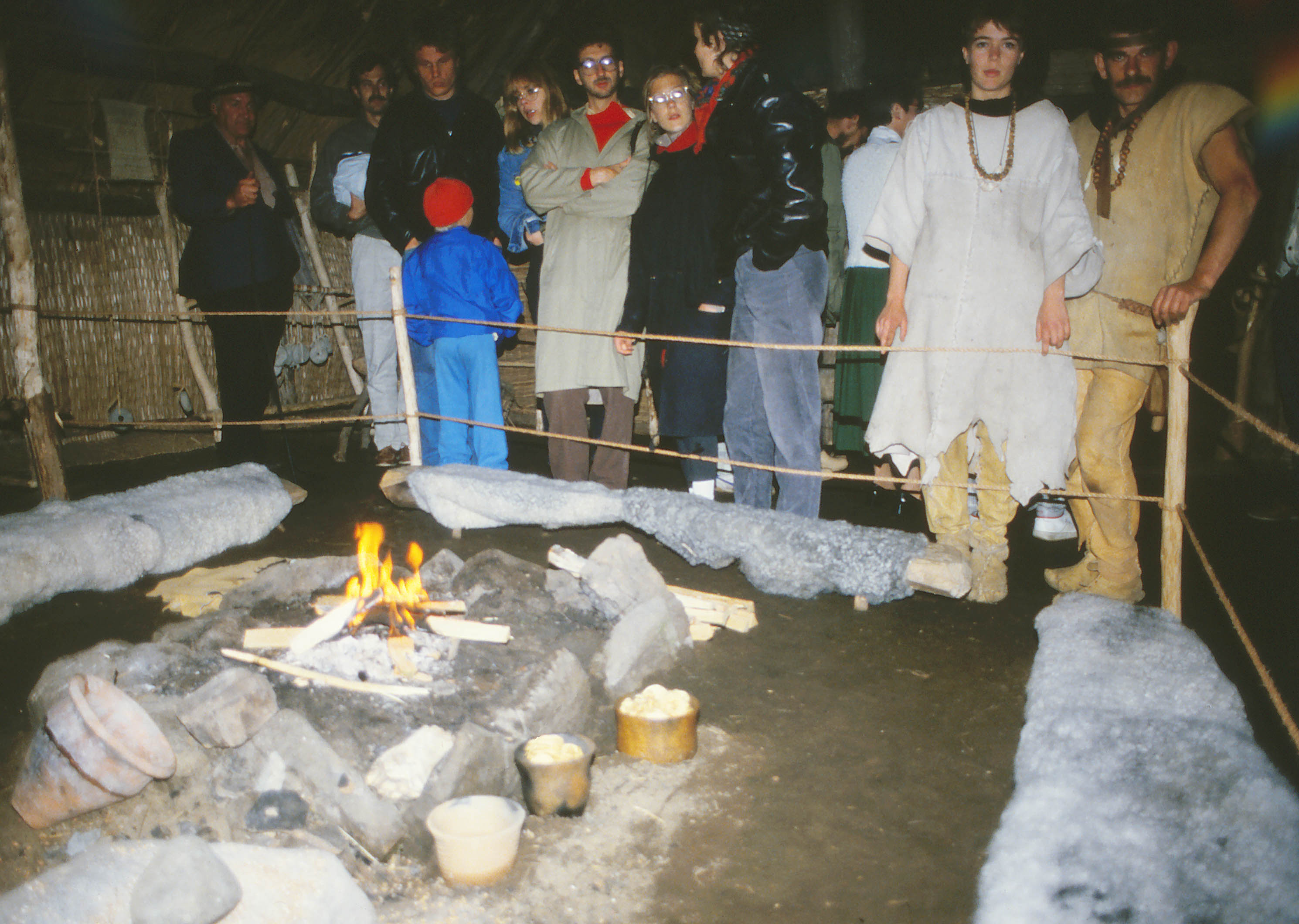
Interiör från långhuset.

Forntid i Nutid var ett omfattande projekt vars syfte var att förmedla och levandegöra arkeologiska resultat rörande den skånska stenåldern. Projektet, som startade 1980 och varade några år, var ett samarbete mellan Lunds universitet, Malmö museum, Lärarhögskolan i Malmö, olika studieförbund i Skåne och Skånes djurpark. En jägarestenåldersmiljö med sommarboplats och vinterboplats återskapades, så också ett långhus samt en långdös, båda från bondestenåldern.

## Bakgrunden
Under 1970-talet utfördes några uppseendeväckande utgrävningar i södra Skåne. 1970 påträffades välbevarade lämningar efter en så kallad långdös i Fosie i södra Malmö. En långdös är en form av monumental stenkammargrav från den äldre bondestenåldern, ca 3000 f.Kr. I fallet med Fosiegraven var de stora stenarna sedan länge försvunna men stenpackningarna och de igenfyllda hålen efter stenarna påträffades däremot helt intakta. Mängder med fynd kunde också göras, inte minst av keramik. Graven upptäcktes av amatörarkeologen Malte Gullstrand och bland utgrävarna kan nämnas arkeologerna Bengt Salomonsson, Göran Burenhult och Sven Rosborn.
Några år därefter påträffade amatörarkeologen Sven Persson en stenåldersboplats vid Skateholm öster om Trelleborg. Arkeolog Lars Larsson från Lunds universitets historiska museum blev utgrävningsledare för detta projekt som för sin tid väckte stor uppmärksamhet. För första gången i Sverige kunde man här undersöka välbevarade boplatslämningar och mängder med gravar från den yngre jägarestenåldern, ca 5000 f.Kr. Utgrävningarna bedrevs under flera års sommarsäsonger.
Malmö museum införde vid mitten av 1970-talet en ny utgrävningsmetodik. Genom att planlägga de stora matjordsavschaktningarna av åkermark i god tid inför nybyggen kunde nu arkeologerna vara med redan vid själva jordavbaningen. På detta sätt styrde arkeologerna schaktningsarbetena och fornlämningar som kom i dagen kunde genast skyddas inför senare noggrannare utgrävningar. Resultaten var överväldigande. För första gången i Sverige kunde nu hela bykomplex kartläggas i detalj. Före mitten av 1970-talet var till exempel inte ett enda långhus från forntiden känt i Malmöområdet. Efter bara några år var mängder av sådana hus dokumenterade och utgrävda.
Vid en större utgrävning, ”Fosie IV” framkom en mindre by med ett flertal långhus från senneolitikum. Husen var identiskt lika vilket visade på en gedigen och väl utvecklad husbyggartradition av större byggnader redan ca 2000 f.Kr. Tankar om att i ett experimentellt syfte återuppbygga ett av dessa hus väcktes nu till liv.

## Projektet skapas
Idén om återuppförande av ett av långhusen framfördes av museichefen Sven Rosborn vid ett Rotaryföredrag på Höörs gästgivaregård 1979. Verkställande direktören för Skånes djurpark Arne Axelsson tog efter mötet föredragshållaren med upp i djurparken och bad att långhuset skulle uppföras här. Arkeologen Göran Burenhult hade då redan väckt tanken att på platsen återuppföra långdösen från Fosie. Kontakt togs nu med Lars Larsson som vid samma tid arbetade med planer att återskapa Skateholmsboplatsens boplats. Lärarhögskolan i Malmö engagerades också i projektet genom dess representant Leif Lüning. Samtidigt etablerades kontakter med Kvartärgeologiska institutionen i Lund där Björn Berglund och Ronnie Liljegren blev aktiva projektdeltagare. Studieförbunden runt omkring i Skåne ställde också upp med resurser och frivilliga. 
Olika separata forntidsmiljöer skapades. Jägarstenåldern representerades av en sommarhydda vid en insjö samt en mera stabil och större vinterhydda. Bondestenåldern representerades av långhuset och av långdösen. Projektet var det första i Sverige som försökte återskapa stenåldersmiljöer. En av målsättningarna var att uppföra byggnader i experimentellt syfte. Sommarhyddan brändes till exempel efter några år ner för att man skulle se om lämningarna överensstämde med detaljer som avslöjats vid den arkeologiska primärundersökningen. En annan mycket viktig målsättning var att med byggnaderna som bakgrund levandegöra dåtiden genom mänsklig aktivitet. Detta blev ett av de första exemplen i Sverige på det som senare skulle utvecklas till så kallad reenactment, det vill säga att människor ikläder sig dåtida människoroller och agerar självständigt i den återskapade forntida miljön.
Genom projektets pedagog Bengt Fredriksson blev "Forntid i Nutid" vid undervisning av skolelever i en rekonstruerad fullskalemiljö en unik tidsresa. Olika anpassade undervisningskoncept för denna typ av anläggningar utvecklades under projekttiden vilka senare anammats på flera andra arkeologiska friluftsmuseer.
Projektet var, delvis genom sitt nyskapande, omdebatterat. Långdösen omgavs till exempel av en palissad. Ingången pryddes av skulpterade och målade stolpar och i inhägnaden fanns ett dödshus med synliga kranier. I stället för att enbart fokusera på själva det bevarade monumentet i sten ville projektet visa att i en dåtida helhetsmiljö måste ha ingått mer än det som av en slump bevarats till nutid. Förgängligt trämaterial var en sådan viktig detalj som man menade hade förekommit i samverkan med sten- och jordmaterial i den forntida miljön. Diskussioner uppstod också kring inredningsfrågor i det stora långhuset. Vilken standard hade man haft inomhus? Spår efter originalinredning saknades i det närmaste helt från utgrävningarna. Gjorde man interiörerna enbart efter fakta från arkeologiskt material skulle huset representera ett ytterst primitivt boende. Besökare skulle då få en mycket påtaglig och felaktig bild av den nordiska forntiden som primitiv jämfört med andra kulturer.

## Projektet avslutas
I samband med att Arne Axelsson, projektets tillskyndare och samtidigt djurparkens verkställande direktör, slutade sin tjänst blev projektet efter endast några år omöjligt att vidareutveckla. Intresset fanns varken hos markägaren eller i den stiftelse med olika skånska kommuner och myndigheter som utgjorde djurparkens ledning. Jägarstenåldersmiljöerna schaktades bort och långhuset utarrenderades till en campingägare. I detta läge drog sig samtliga institutioner ur projektet. 

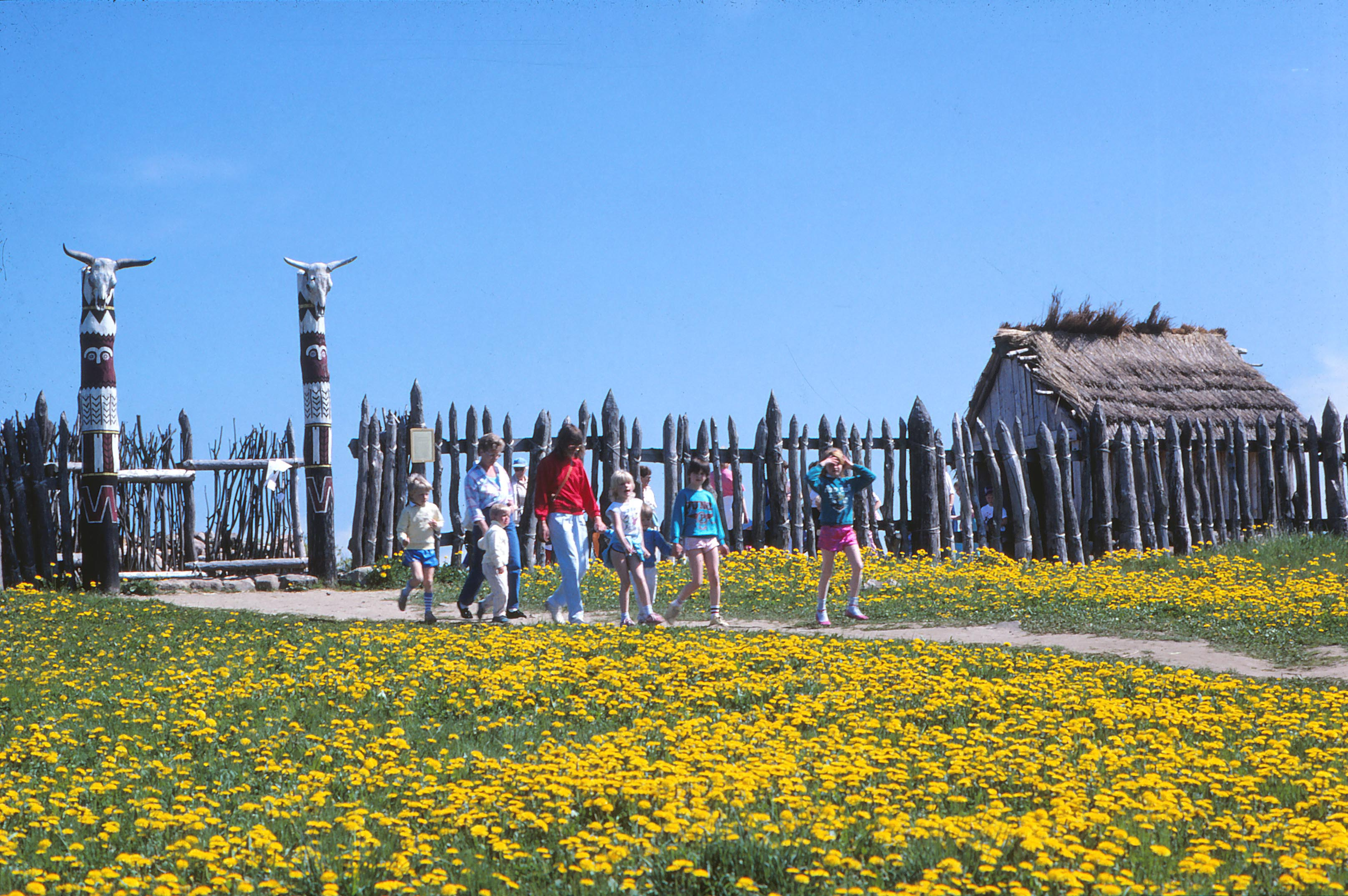
Det inhägnade långdös-området med dödshuset.
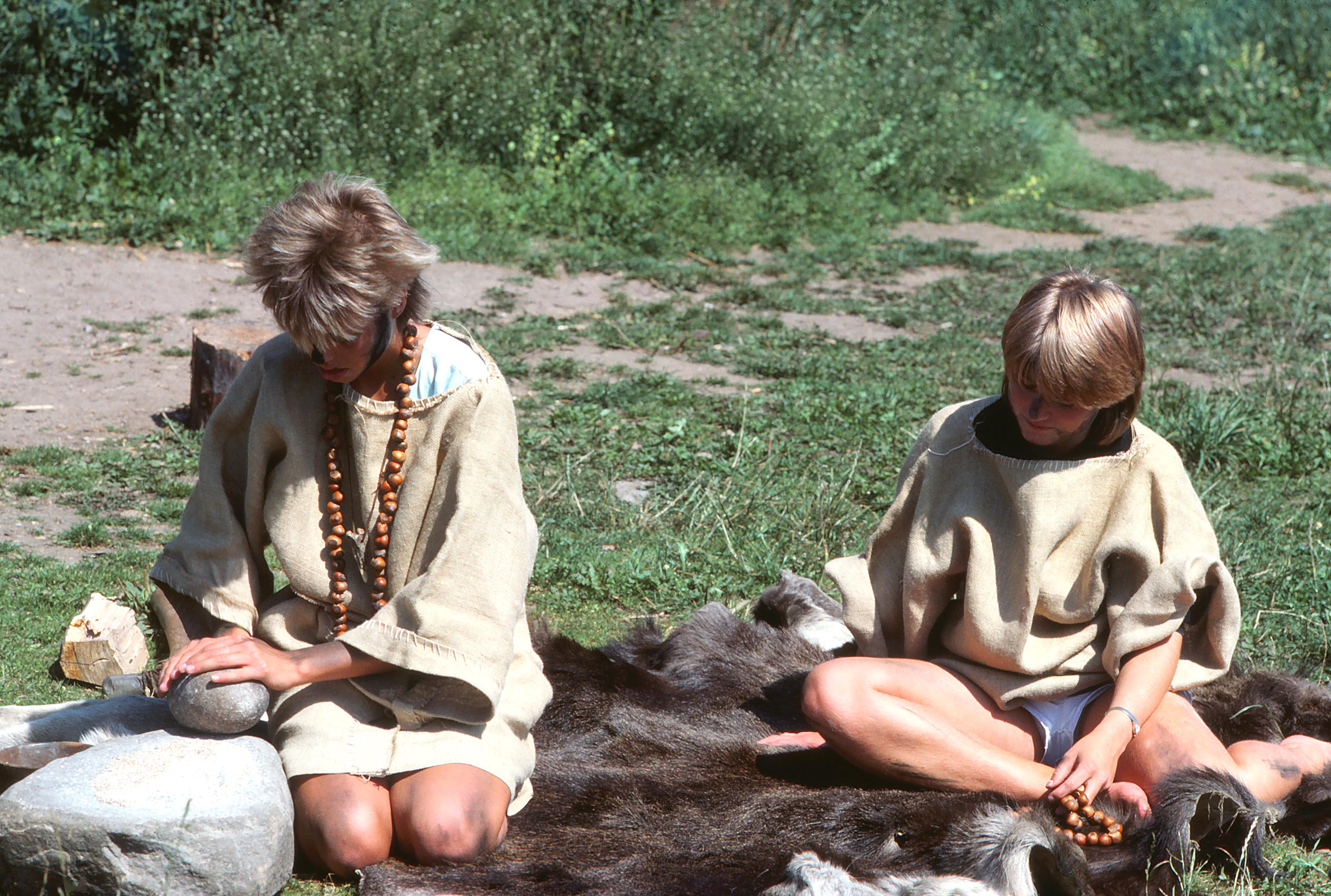
Stenåldersaktörer i arbete.
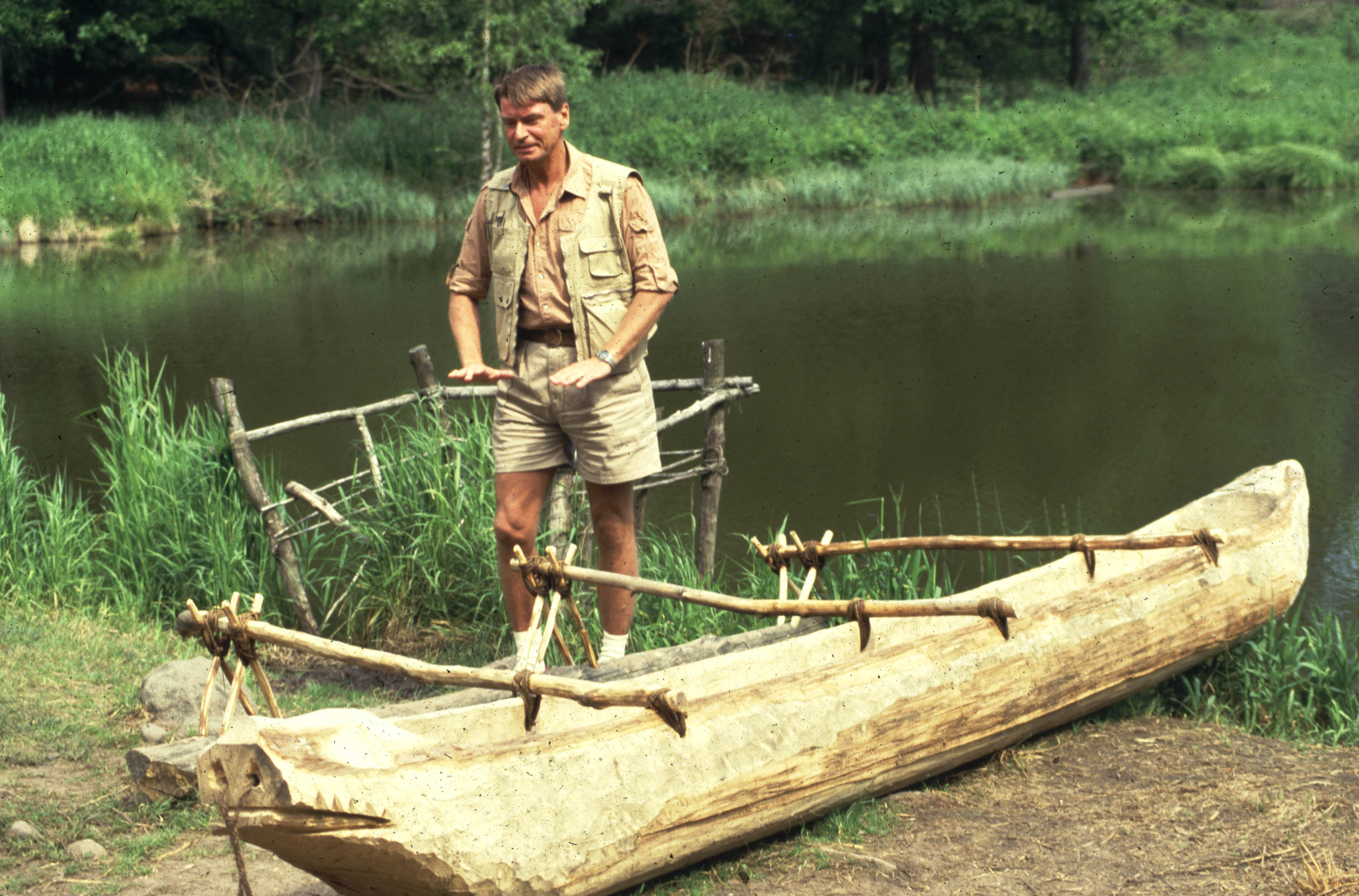
Göran Burenhult, en av projektinitiativtagarna.